# Benigno Andrade
Benigno Andrade García (As Foucellas, Cabruy, Mesía, La Coruña, 22 de octubre de 1908 - La Coruña, 7 de agosto de 1952), más conocido como Foucellas, fue un destacado maquis antifranquista y anarquista español que luchó contra el régimen franquista en Galicia.

## Biografía
Benigno Andrade nació en As Foucellas, lugar del que tomó su apodo, en la parroquia de Cabruy (Mesía, La Coruña, Galicia). Desde joven trabajó en el campo y, posteriormente, en las minas de carbón de Fabero y Ponferrada, en la provincia de León.
Casado con María Pérez, tuvo dos hijos, Josefa y Sergio. Su esposa trabajaba en la casa del médico local Manuel Calvelo, líder de la célula comunista "Sociedad Republicana Radio Comunista en Curtis", que influyó en la ideología de Foucellas y lo acercó al comunismo en sus inicios.
Posteriormente, Andrade se afilió a la CNT. Al estallar la guerra civil española, se unió a un grupo que intentó dirigirse a La Coruña, pero al encontrarse la ciudad ya tomada por las fuerzas franquistas, regresó a Curtis. Participó en robos de armas y explosivos, incluyendo un asalto en Fisteus y otro en la estación de tren de Teixeiro, tras lo cual decidió refugiarse en el monte para evitar represalias. Durante este tiempo, Andrade padeció de difteria y se escondió en diversos lugares, siendo finalmente declarado prófugo.
Hacia 1941, recuperado y no siendo aún buscado activamente por la Guardia Civil, Foucellas se convirtió en líder de una partida de maquis que operaba en las zonas de Sobrado y Arzúa. Este grupo estaba formado principalmente por prisioneros republicanos que habían escapado de los batallones disciplinarios de Galicia. 
Foucellas pronto adquirió fama por su habilidad para evadir emboscadas, favorecido, se dice, por las actividades de espionaje de su hermana Consuelo, quien trabajaba en el cuartel de la Guardia Civil. En 1943, se unió al grupo del "teniente" Freijo de Lugo, que actuaba en la región de Curtis y Órdenes. A inicios de ese año, sufrió una herida accidental y fue trasladado a La Coruña, donde se le operó bajo un nombre falso en el Sanatorio San Nicolás, ubicado en la Plaza de Vigo. Durante su recuperación, asistía a los partidos del Deportivo de La Coruña, siendo un gran admirador de su portero, Acuña.
En 1945, se le atribuyó el asesinato del cabo de la Guardia Civil Manuel Bello en Curtis. Su actividad guerrillera disminuyó tras 1947, ya que muchos de sus compañeros fueron detenidos o muertos en emboscadas. En abril de ese año se trasladó a Pontevedra, donde fue nombrado jefe de la "Quinta Agrupación". En octubre de 1949, logró escapar de una emboscada de la Guardia Civil tendida al jefe de destacamento Cortizas, Riqueche.
En los años 50 y 51, con los destacamentos de maquis muy reducidos, Foucellas se refugió en la zona de Betanzos, acompañado por Manuel Villar, "Manolito", quien actuaba como su enlace. El 9 de marzo de 1952, fue capturado en Costa, Oza de los Ríos, tras un enfrentamiento en el que murieron "Manolito", otro guerrillero y el guardia civil Cesáreo Diez. Foucellas fue herido en una pierna durante el combate.
Durante su interrogatorio, confesó haber recibido ayuda de algunas autoridades locales. Fue juzgado en Consejo de Guerra el 26 de junio de 1952 y condenado a muerte. La sentencia se ejecutó el 7 de agosto de ese mismo año en la prisión de La Coruña, mediante garrote vil. Fue enterrado en una fosa común del cementerio de San Amaro.
La figura de Benigno Andrade se convirtió en leyenda, siendo recordado como un símbolo de la resistencia en Galicia. Su nombre se popularizó tanto que "Foucellas" se convirtió en sinónimo de guerrillero. Aunque se le atribuyeron numerosas acciones, tanto contra elementos franquistas como extorsiones a civiles, su historia ha sido reinterpretada y mitificada por el pueblo gallego.